# Andrej Jurjevič Lipov
Andrej Jurjevič Lipov (rusky Андре́й Ю́рьевич Ли́пов, * 23. listopadu 1969, Moskva) je ruský státní činitel, od 29. března 2020 ředitel Federální služby pro dohled nad spoji, informačními technologiemi a masovými komunikacemi (Roskomnadzor). Kvůli podpoře ruské invaze na Ukrajinu, zejména "za rozhodnutí, která vedla k cenzuře a uzavření nezávislých ruských médií", je pod mezinárodními sankcemi Evropské unie, Kanady a řady dalších zemí.

## Život
Andrej Lipov se 23. listopadu 1969 v Moskvě. V roce 1992 dokončil fakultu kybernetiky na Moskevském institutu radiotechniky, elektroniky a automatiky (MIREA), kde získal titul v oblasti kybernetiky. Poté pokračoval ve své akademické kariéře a v roce 1995 získal titul kandidáta technických věd (Ph.D.).
V roce 1996 se stal spolumajitelem a generálním ředitelem společnosti „Online Resource Center“, která poskytovala přístup k internetu. Tato společnost se zaměřovala na poskytování telekomunikačních služeb v Moskvě a působila jako jeden z prvních poskytovatelů internetového připojení ve městě.
Od roku 2008 zastával různé pozice v oddělení státní politiky v oblasti digitalizace a informačních technologií Ministerstva spojů a hromadných komunikací, byl zástupcem šéfa oddělení rozvojových programů, šéfem oddělení informačních technologií a zástupcem ředitele oddělení, od roku 2010 do 2012 byl ředitelem oddělení. Podílel se na navrhování struktury elektronické správy v Ruské federaci a na vytváření jejích konstruktivních prvků, jako jsou systém meziresortního elektronického vzájemného působení, jednotný systém identifikace a autentizace či portál státních služeb Ruské federace. V hodnocení rozvoje elektronické správy ze strany OSN za rok 2012 se Rusko posunulo o 32 pozic, z 59. na 27. místo.
Oddělení vedené Lipovem dosáhlo zákazu pro orgány veřejné moci požadovat od občanů dokumenty, které jsou v držení jiných orgánů veřejné moci, s cílem zajistit právní význam výsledků poskytovaných státních služeb v elektronické formě a zbavit občany sbírání potvrzení. Po přijetí federálního zákona "O organizaci poskytování státních a městských služeb" v roce 2010 a změně administrativních předpisů bylo ke konci roku 2011 na jednotný portál státních služeb zařazeno 34 319 služeb, včetně 945 federálních, 11 739 regionálních, 21 608 městských a 27 dalších, v elektronické formě bylo poskytováno 511 služeb, z nichž 371 bylo regionálních a 140 federálních (viz Portál státních služeb Ruské federace). Oddělení zodpovídalo za zařazení služeb na portál.
Od 12. července 2012 pracoval jako šéf úřadu prezidenta pro rozvoj informačně-komunikačních technologií a infrastruktury spojů. Jeho úřad odpovídal za vypracování návrhu "zákona o suverénním internetu" a zákona o omezení podílu cizinců ve společnostech vlastnících významné ruské weby, který byl předložen do Státní dumy koncem července 2019 poslancem Antonem Gorelkynem. Také na popud Lipova bylo koncem roku 2019 zahájeno vyšetřování vyvedení přibližně 470 tisíc nedostatkových IPv4 adres za hranice. Po později zahájeném trestním řízení byl jako obviněný zapojen jeden ze zakladatelů ruskojazyčného segmentu internetu, bývalý náměstek ministra spojů Alexej Soldatov a jeho partneři.
29. března 2020 byl jmenován na pozici ředitele Roskomnadzoru. Stalo se tak týden poté, co jeho předchůdce Alexandr Žarov odešel do společnosti Gazprom-Media. Ve své funkci zavedl několik významných opatření týkajících se regulace internetu a médií v Rusku. Pod jeho vedením Roskomnadzor zintenzivnil dohled nad kyberprostorem, přičemž se zaměřil na odstranění nevhodného obsahu a omezení přístupu k webům šířícím „nežádoucí informace“. Byl také klíčovým aktérem při implementaci zákona o suverénním internetu, který umožňuje kontrolu a případné odpojení Ruska od globálního internetu v krizových situacích.
V kontextu ruské invaze na Ukrajinu v roce 2022 Roskomnadzor pod Lipovovým vedením zakázal přístup k řadě nezávislých médií, včetně novin a televizních stanic, a také zahraničních zpravodajských webů. Byla zablokována sociální média jako Facebook a Instagram, přičemž tato opatření byla součástí širšího úsilí o potlačení nesouhlasných názorů a omezení přístupu k informacím, které nejsou v souladu s oficiální linií ruské vlády.

### Mezinárodní sankce
Na začátku června 2022 Evropská unie zařadila Lipova do sankčního seznamu jako člověka odpovědného za potlačení svobodných médií v Rusku v souvislosti s ruskou invazí na Ukrajinu. EU považuje Lipova za odpovědného "za rozhodnutí, která vedla k cenzuře a uzavření nezávislých ruských médií" a "za aktivní podporu a provádění činů a politiky, které podkopávají a ohrožují teritoriální celistvost, suverenitu a nezávislost Ukrajiny" a také její stabilitu a bezpečnost.
8. července 2022 byl zařazen do kanadského sankčního seznamu "ruských dezinformačních agentů" za "podporu neoprávněného a neodůvodněného ruského vpádu na Ukrajinu".
Z podobných důvodů je pod sankcemi Švýcarska, Austrálie, Ukrajiny a Nového Zélandu.